# Horacio Hugo Huarte
Horacio Hugo Huarte  (Puerto Belgrano, 9 de mayo de 1946 - Punta Alta, 26 de enero de 2019) fue un abogado y político argentino, afiliado a la Unión Cívica Radical y de gran actuación en la defensa de los derechos humanos en la Argentina, miembro de la CONADEP en 1984.

## Biografía
Nació en el seno de una familia de clase media, hijo de Francisco Huarte, quien trabajaba en la Sección Hidrografía de la Base Naval Puerto Belgrano como personal civil, y de Nicasia Sánchez, que se desempeñaba como ama de casa. Se casó en 1986 con Ester Beano y posteriormente tuvieron un hijo.
Se recibió de abogado en la Universidad Nacional de La Plata, donde participó activamente en la vida política en la ciudad de La Plata. En Punta Alta, ya como abogado, puso su estudio y ejerció el Derecho Civil. Paralelamente ejerció la docencia en un colegio secundario, en la materia Derecho Usual.
Durante la dictadura cívico-militar autodenominada Proceso de Reorganización Nacional (1976-1983) defendió junto a Raúl Alfonsín y a Horacio Bertoncello, a docentes y estudiantes de la Universidad Nacional del Sur, detenidos por el gobierno militar.

### Derechos Humanos
Restablecida la democracia en la Argentina, fue elegido diputado nacional por la provincia de Buenos Aires en los períodos 1983-1985 y 1985-1989. En este carácter, fue nombrado representante del Congreso de la Nación en la Comisión Nacional sobre la Desaparición de Personas (CONADEP), organismo de notables creados por decreto del presidente constitucional Raúl Alfonsín para que estudiara e inquiriese las denuncias sobre las violaciones a los derechos humanos ocurridas durante las décadas de 1970 y 1980, llevadas a cabo por la última dictadura militar.
En esta comisión, incursionó en el Derecho Penal para defender puntualmente a presos políticos durante la dictadura.

### Últimos años
Terminado su mandato como diputado en 1989, volvió a su estudio de abogado y no aceptó ningún otro cargo público.
El 24 de abril de 2018 el Senado de la Nación le entregó el premio "Julio César Strassera por los Derechos Humanos" junto a otros integrantes de la CONADEP en reconocimiento a su gestión en el organismo.
Menos de un año después de su distinción, el 26 de enero de 2019, falleció a la edad de 72 años.

## Distinciones
Premio "Julio César Strassera por los Derechos Humanos" en 2018.